# Big Island (Virginie)
Big Island est une census-designated place située dans le comté de Bedford, dans l’État de Virginie, aux États-Unis. Lors du recensement de 2020, elle comptait 300 habitants.